# GAZ–14 Csajka
A GAZ–14 Csajka luxuslimuzin kategóriába tartozó szovjet személygépkocsi, melyet 1977–1988 között gyártott a Gorkiji Autógyár (GAZ). A kézi gyártással előállított járműből 1120 darabot készítettek.

## Története
A Gorkiji Autógyár 1959-től gyártotta a GAZ–13 Csajka (magyarul sirály) modellt, amely az 1950-es évek amerikai autóiparának stílusjegyeit hordozta magán, és annak a kornak a műszaki tartalmával rendelkezett. A GAZ az 1960-as évek elején kísérletet tett a forma megújítására. 1961-ben elkészítették a GAZ–13 megújított változatának prototípusát, amely az amerikai limuzinoknak az 1950-es évek végére jellemző vonásait mutatta. Ezt azonban nem követte a sorozatgyártás.
A GAZ gyár ezt követően csak több mint fél évtizeddel később, 1967-ben látott hozzá az akkorra teljesen elavult GAZ–13-ast leváltó utódmodell fejlesztéséhez. Az autó első teljes méretű makettje 1968-ban készült el. A formatervekre az 1960-as évek közepének amerikai luxuslimuzinjai voltak hatással, de a makett egésze nem egy adott amerikai modell másolata volt. A formaterveket 1969-ben hagyták jóvá, és elkezdődött az első prototípussorozat építése, melynek darabjai kezdetben még a GAZ–13 Csajka alvázára épültek.
Az első kísérleti sorozattal azonban elégedetlenek voltak. Az elégtelen kivitelezési és gyártási minőség, valamint a karosszéria arányainak problémái (alacsony tető, túl magas motorház), a jármű megjelenésének az elvárt esztétikai szinttől való elmaradása miatt a tervek komolyabb átdolgozása mellett döntöttek.
Az elhúzódó fejlesztés után csak 1971-ben készült el a második, módosított változatú prototípus. Ennél 200 mm-el növelték a tengelytávot, és alacsonyabb lett a motorház. Az 1970-es évek közepéig további prototípusokat készítettek apróbb módosításokkal, lassan közelítve a sorozatgyártású modell megvalósításához, amely végül megjelenésében leginkább az amerikai Mercury Monterey 1965–1968 között gyártott modelljére emlékeztetett.
1975-ben előszéria készült, melynek példányait különféle üzemi körülmények között teszteltek, többek között nehéz terepen a Krímben és a Kaukázusban. Az ott tapasztalt hiányosságok kijavítása után, 1976-ban jóváhagyták a GAZ–14 Csajka sorozatgyártását.
Az első, meggypiros színűre fényezett példányt 1977 decemberére készítették el Leonyid Brezsnyev pártfőtitkár számára a gyár születésnapi ajándékaként. A modell tényleges sorozatgyártása a tervezés elkezdése után több mint egy évtizeddel, 1977-ben kezdődött el – ez azonban sok kézimunkát igénylő, kisszériás gyártást jelentett. A járművek a GAZ központi gyárában a kisszériás járműgyártó üzemben készültek – évente kb. 100 darabot építettek. Minden elkészült járművel több száz km-es próbautat tettek.
1985-ben a bevezetett új szovjet gyártmányjelzési rendszernek megfelelően a típusjelzése négyjegyűre változott, GAZ–1402 lett. Ezzel együtt több apróbb módosítást is bevezettek. Többek között módosították a hűtőrendszerét, valamint állítható háttámlájú üléseket is kapott.
Az alapváltozat mellett néhány speciális változata is készült. Ilyen volt a katonai parádékhoz, felvonulásokhoz nyitott karosszériával készített GAZ–14–05, valamint a Rigai Autóbuszgyárban (RAF) a GAZ–14-en alapuló GAZ–RAF–3920 mentő gépkocsi.
Az 1980-as évek második felében kifejlesztettek egy modernizált változatot, a GAZ–14–07-et. A jármű csak kis mértékben változott a megjelenésében, a modernizálás elsősorban az utaskényelmet és egyes berendezéseket (pl. a fékrendszert) érintette.
A GAZ–14 gyártását 11 év után, 1988-ban szüntették be, ami része volt a peresztrojka társadalmi kiváltságok elleni kampányának is. Az utolsó példányt 1988. december 24-én készítették el, és 1989 januárjában hagyta el a gyárat. A következő, még befejezetlen példányt szétbontották. A gyártás leállítása után a jármű előállításához használt berendezéseket is selejtezték és megsemmisítették a GAZ-nál, ezzel végleg befejeződött a luxuslimuzinjaik gyártása. Ez idő alatt minden változatát beleszámítva összesen 1120 darabot készítettek a típusból.
Az 1990-es évek közepén felmerült a GAZ-nál a gyártás újraindításának ötlete, de később kiderült, hogy a jármű gyártási dokumentációja sem maradt fenn, a sorozatgyártást az alapoktól kellett volna újra megszervezni.

## Műszaki adatok

### Tömegadatok
- Üres tömeg: 2590 kg
- Teljes tömeg: 3150 kg
- Tengelyterhelés (teljes tömegnél):
  - a mellső tengelyen: 1530 kg
  - a hátsó tengelyen: 1620 kg

### Motor
- Típusa: GAZ–14 V8 hengerelrendezésű benzinüzemű motor
- Hengerűrtartalom: 5526 cm³
- Furat: 100 mm
- Löket: 88 mm
- Kompresszióviszony: 8,5
- Maximális teljesítmény: 161,4 kW (220 LE) 4200 1/perc fordulatszámon
- Gyújtási sorrend: 1–5–4–2–6–3–7–8

## Lásd még
- GAZ–13 Csajka
- Mercury Monterey